# Đặng Văn Thành (thẩm phán)
Đặng Văn Thành là thẩm phán cao cấp người Việt Nam. Ông hiện giữ chức vụ Chánh tòa Tòa Dân sự, Tòa án nhân dân cấp cao tại Thành phố Hồ Chí Minh. Ông từng có chức danh Thẩm phán Tòa án nhân dân tối cao.

## Tiểu sử
Đặng Văn Thành sinh năm 1961.
Đặng Văn Thành từng là Thẩm phán Tòa án nhân dân tối cao công tác tại Tòa phúc thẩm Tòa án nhân dân tối cao tại Thành phố Hồ Chí Minh.
Sau khi Tòa án nhân dân cấp cao thành lập ngày 1 tháng 6 năm 2015, Đặng Văn Thành được điều động công tác tại Tòa án nhân dân cấp cao tại Đà Nẵng và giữ chức vụ Chánh tòa Tòa Lao động Tòa án nhân dân cấp cao tại Đà Nẵng.
Chiều ngày 19 tháng 9 năm 2017, Đặng Văn Thành được điều trở lại TPHCM và được bổ nhiệm giữ chức vụ Chánh tòa Tòa Dân sự, Tòa án nhân dân cấp cao tại Thành phố Hồ Chí Minh. Lúc này ông là thẩm phán cao cấp.
Sáng ngày 28 tháng 5 năm 2018, Đặng Văn Thành làm chủ tọa xét xử phúc thẩm Vụ án Huỳnh Thị Huyền Như.